# إيسامو أكاساكي
إيسامو أكاساكي (باليابانية: 赤崎 勇) (ولد في 30 من كانون الثاني 1929) هو عالم ياباني حائز على جائزة نوبل في الفيزياء لاجل اختراعه نتريد الغاليوم دايود باعث للضوء الأزرق في عام 1989.

## روابط خارجية
- إيسامو أكاساكي على موقع الموسوعة البريطانية (الإنجليزية)
- إيسامو أكاساكي على موقع مونزينجر (الألمانية)